# Neomyzus parthenocissi
Neomyzus parthenocissi är en insektsart. Neomyzus parthenocissi ingår i släktet Neomyzus och familjen långrörsbladlöss. Inga underarter finns listade i Catalogue of Life.